# Michael Stölzl
Michael Stölzl (* 12. August 1987 in München) ist ein deutscher Schauspieler und Moderator.

## Leben
Seinen ersten Fernsehauftritt hatte Stölzl mit zehn Jahren in der ProSieben-Comedy-Show Bullyparade, wo er in einem kurzen Clip einen Indianerjungen spielte.
Einem breiten Publikum wurde er bekannt durch die Rolle des Luke-Robin „Robby“ Stockner in der ARD-Vorabendserie Marienhof, die er mit einigen Unterbrechungen von Januar 1998 bis 12. Februar 2003 verkörperte. Während dieser Zeit war er noch Schüler eines Gymnasiums.
Stölzl drehte zudem diverse Werbespots, u. a. für McDonald’s und Milch-Schnitte. Außerdem fungierte er als Kindermoderator für TV München.

## Filmografie
- 1997: Bullyparade
- 1998–2003: Marienhof (Fernsehserie)
- 1998: Aus heiterem Himmel (Fernsehserie, Folge Affentheater)
- 1998: Menschenjagd
- 2004: Nepper, Schlepper, Bauernfänger
- 2004: Stürmisch verliebt

## Theater
- 2002–2004: INTERIM-Theater München – Jakob und die Engel (als Ruben)